# 特殊介入局部隊
特殊介入局部隊（英語: Directorate of special units, DSU）は、ベルギーの警察の対テロ特殊部隊。2001年以前は国家憲兵隊の特殊介入中隊（ESI）として知られていたが、警察機構の再編に伴って連邦警察に移管され、現名称に改称された。

## 来歴
1972年9月のミュンヘンオリンピック事件を受けて、ベルギー国家憲兵隊は対テロ作戦能力の強化を決定し、同年12月に特殊部隊を創設した。当初、部隊はディアーナにちなんでダイアン・グループと称されており、2つの部隊によって構成されていた。部隊の1つが介入部隊、もう1つが要人警護・施設警備を担当することになっていた。
その後、1973年には規模が拡大され、特殊介入中隊（Esquadron Speciale d'Intervention, ESI; フラマン語ではSIE）と改称された。また1980年には規模が更に拡大され、200名体制となった。2001年に現在の名称に改称されたのち、2007年には特殊部隊総局（GCSU）と改称されたものの、2014年には再び現在の名称に戻った。

## 編制

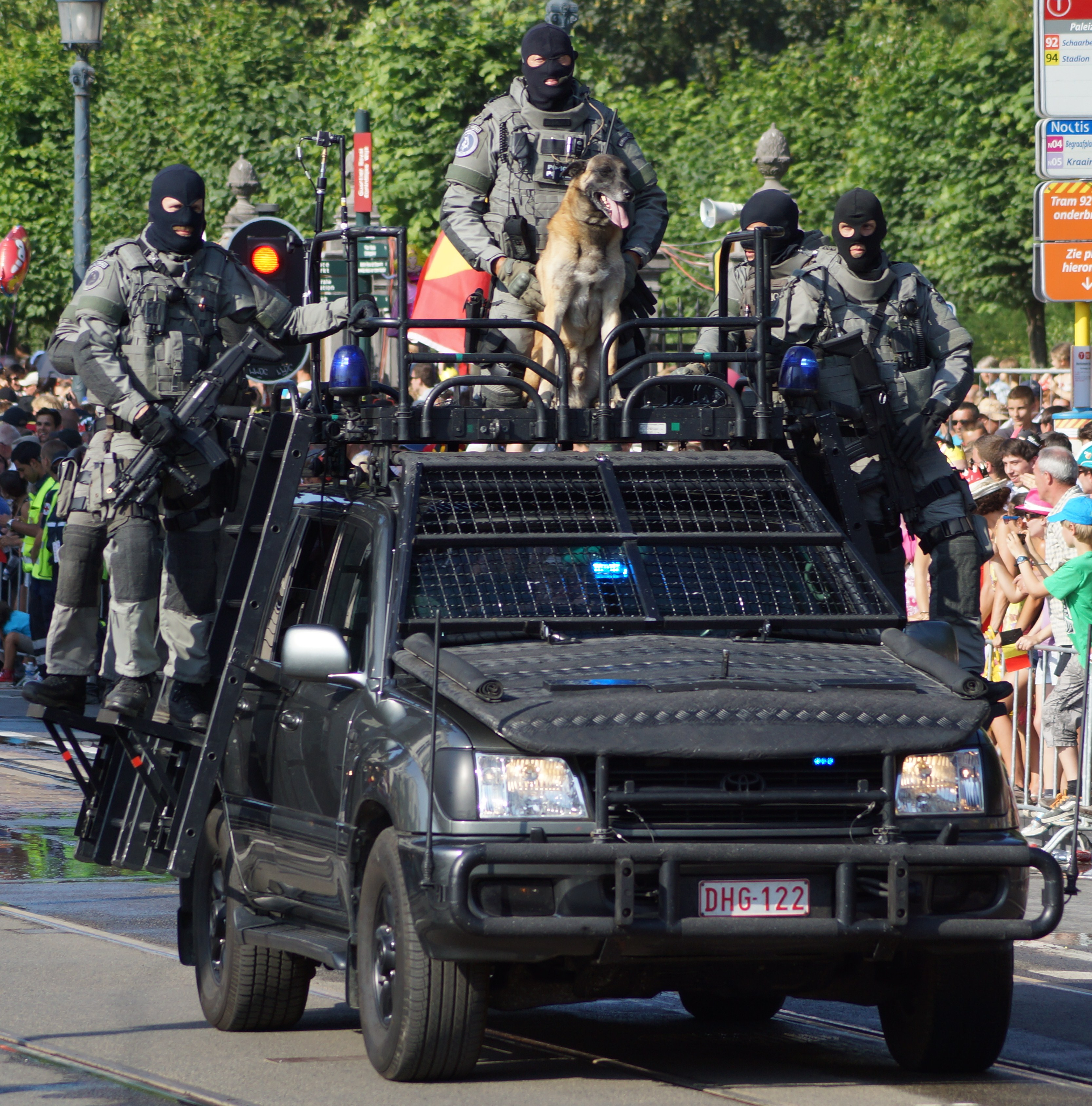
GCSU隊員を乗せたトヨタ・ランドクルーザー

2019年現在は下記のような編制となっている。
- 介入部隊 - 50名の隊員と十数名の狙撃手から構成されている[2]。
- 監視隊 - ESI時代の要人警護部隊を起源とするが、任務が拡大されて、容疑者などの監視・偵察や山野での追跡、更に犯人との交渉まで担当するようになった[2]。
- 警察犬部隊 - 爆発物探知犬（EDD）8匹と戦闘襲撃犬（CAD）2匹を擁している。なおESIは初めて警備犬を介入戦術に投入した部隊の一つである[2]。

ESIは、司法警察（Police judiciaire）の刑事による対テロ部隊（groupe de répression du terrorisme, GRT）や国家保安庁と連携して活動することもあった。またDSUは、地方の主要都市に配備された警護・監視・支援・逮捕（POSA）チームなどの付属部隊の支援を受けており、これらの支援部隊は1995年以降DSUの指揮下に置かれている。これらの支援部隊は単独でも戦術任務を行えるが、人質救出作戦はDSUの担当となっている。

## 活動史
1980年にはジャックされたスクールバスに突入し、銃器を使用することなく事件を解決した。またベルギー中を震撼させたブラバントの殺人鬼への対処にも出動している。
1980年代半ばには、戦闘的共産主義者細胞（CCC）への対応に忙殺された。また1990年には、ダイアナ妃のベルギー訪問に先立って、アントウェルペンのIRA暫定派（PIRA）アジトに踏み込み、小火器や爆発物を押収した。
1996年には、コルトレイクにて、フランス国家警察特別介入部隊（RAID）の摘発を逃れてベルギーに密入国しようとした武装イスラム集団（GIA）が地元警察と銃撃戦になり、人質をとって立てこもったため、ESIが突入作戦を実行し、テロリストを拘束して人質を救出した。
2015年には、シャルリー・エブド襲撃事件に関与したテロリストに対し、フランス国家憲兵隊治安介入部隊（GIGN）と共同で突入作戦を行い、2名を射殺、1名を拘束した。
2016年の連続テロ事件の直前には、テロ容疑者を拘束しようとした連邦警察の刑事が銃撃を受けたため、DSUの即応部隊（QRF）が出動し、籠城したテロリストは狙撃手に射殺された。